# 塔馬里夫卡
51°40′30″N 30°56′29″E / 51.67500°N 30.94139°E
塔馬里夫卡（烏克蘭語：Тамарівка），是烏克蘭北部的村莊，隸屬切爾尼希夫州的切爾尼希夫區。該村始建於1868年，面積0.7平方公里，海拔高度160米，2014年人口49，人口密度每平方公里112.9人。